# Međupodsavezna nogometna liga Maribor – Murska Sobota 1962./63.
Međupodsavezna nogometna liga Maribor - Murska Sobota je bila liga četvrtog stupnja nogometnog prvenstva Jugoslavije u sezoni 1962./63. 
 
Sudjelovalo je ukupno 10 klubova, a prvak je bio "Aluminij" iz Kidričeva. 

## Ljestvica
| mj.              | klub                      | ut. | pob. | ner. | por. | gol+ | gol- | bod |
| ---------------- | ------------------------- | --- | ---- | ---- | ---- | ---- | ---- | --- |
| 1.               | Aluminij Kidričevo        | 16  | 13   | 1    | 2    | 43   | 13   | 27  |
| 2.               | Nafta Lendava             | 16  | 9    | 4    | 3    | 31   | 20   | 22  |
| 3.               | Kovinar Maribor           | 16  | 10   | 1    | 5    | 48   | 25   | 21  |
| 4.               | Branik Maribor            | 16  | 9    | 0    | 7    | 62   | 42   | 18  |
| 5.               | Fužinar Ravne na Koroškem | 16  | 5    | 4    | 7    | 26   | 34   | 14  |
| 6.               | Mejnik Svečina            | 16  | 4    | 5    | 7    | 17   | 36   | 13  |
| 7.               | Partizan Radgona          | 16  | 3    | 5    | 8    | 22   | 52   | 11  |
| 8.               | Drava Ptuj                | 16  | 3    | 3    | 10   | 13   | 30   | 9   |
| 9.               | Grafičar Murska Sobota    | 16  | 2    | 5    | 9    | 19   | 49   | 9   |
|                  |                           |     |      |      |      |      |      |     |
| van konkurencije |                           |     |      |      |      |      |      |     |
|                  | Maribor B                 | 18  | 14   | 2    | 2    | 88   | 22   | 30  |

## Rezultatska križaljka
| kratica | klub                      | ALU | BRA | DRA | FUŽ | GRA | KOV | MEJ | NAF | PAR | MAR |
| --- | ------------------------- | --- | --- | --- | --- | --- | --- | --- | --- | --- | --- |
| ALU | Aluminij Kidričevo        |     |     |     |     |     |     |     |     |     |     |
| BRA | Branik Maribor            |     |     |     |     |     |     |     |     |     |     |
| DRA | Drava Ptuj                |     |     |     |     |     |     |     |     |     |     |
| FUŽ | Fužinar Ravne na Koroškem |     |     |     |     |     |     |     |     |     |     |
| GRA | Grafičar Murska Sobota    |     |     |     |     |     |     |     |     |     |     |
| KOV | Kovinar Maribor           |     |     |     |     |     |     |     |     |     |     |
| MEJ | Mejnik Svečina            |     |     |     |     |     |     |     |     |     |     |
| NAF | Nafta Lendava             |     |     |     |     |     |     |     |     |     |     |
| PAR | Partizan Radgona          |     |     |     |     |     |     |     |     |     |     |
| MAR | Maribor B                 |     |     |     |     |     |     |     |     |     |     |
| |                           |     |     |     |     |     |     |     |     |     |     |
| podebljan rezultat - utakmice od 1. do 9. kola (1. utakmica između klubova) rezultat normalne debljine - utakmice od 10. do 18. kola (2. utakmica između klubova) rezultat nakošen - nije vidljiv redoslijed odigravanja međusobnih utakmica iz dostupnih izvora rezultat nakošen i smanjen * - iz dostupnih izvora nije uočljiv domaćin susreta prekrižen rezultat - poništena ili brisana utakmica p - utakmica prekinuta 3:0 p.f. / 0:3 p.f. - rezultat 3:0 bez borbe n.i. - nije igrano |                           |     |     |     |     |     |     |     |     |     |     |

 Izvori: 